# 마이클 키드

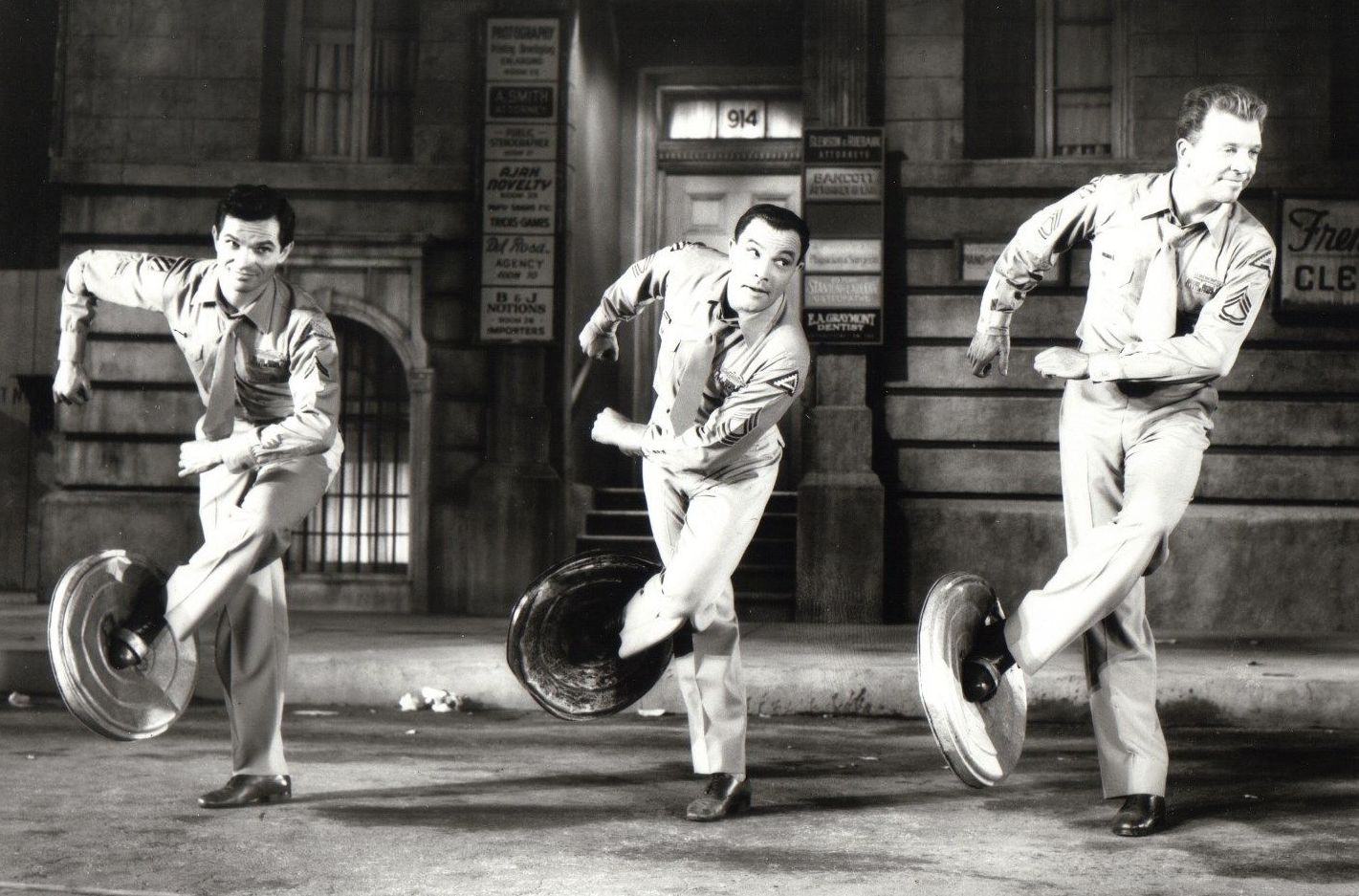
마이클 키드의 데뷔 모습. 진 켈리(Gene Kelly)와 댄 데일리(Dan Dailey)와 함께 춤을 추고 있다. 1955년 작품 언제나 맑음.

마이클 키드(Michael Kidd, 1915년 8월 12일 ~ 2007년 12월 23일)는 미국의 영화 및 무대 안무가, 무용인, 배우이다. 경력은 50년에 걸쳐있으며 1940년대와 1950년대의 주도적인 브로드웨이 및 영화 뮤지컬 중 일부의 무대에 참여했다.
1954년의 메트로 골드윈 메이어 뮤지컬 7인의 신부의 운동선수댄스넘버로 유명하다.

## 참여 영화
- 밴드 웨곤
- 7인의 신부 (영화)
- 아가씨와 건달들 (영화)
- 헬로 돌리

## 브로드웨이
- 포카혼타스
- 아가씨와 건달들